# Jerzy Prażmowski
Jerzy Prażmowski (ur. 20 października 1932 w Lesznie, zm. 30 kwietnia 1983 w Otwocku) – polski aktor.

## Życiorys
W latach 1952–1957 występował w Centralnym Zespole Artystycznym WP. Następnie w latach 1957-1960 związany z Operetką Lubeską, potem w latach 1961–1972 w Zespole Estradowym Domu Kultury MSW. Po zdaniu w 1971 r., eksternistycznego egzaminu aktorskiego w sezonie 1972/1973 występował na deskach Teatru im. Stefana Jaracza w Olsztynie, w sezonie 1973/1974 w Bałtyckim Teatrze Dramatycznym w Koszalinie, w latach 1974-1976 w Teatrze Płockim, a w latach 1976/1977 ponownie w Teatrze im. Stefana Jaracza w Olsztynie. Od 1977 roku, do końca życia występował w Teatrze Narodowym w Warszawie.
Został pochowany na cmentarzu Wawrzyszewskim w Warszawie.

## Filmografia[1]
- Naprawdę wczoraj (1963)
- Zasiek (1973)
- Blizna (1976)
- Milioner (1977)
- Romans Teresy Hennert (1978)
- Zerwane cumy (1979)
- Lekcja martwego języka (1979)
- Na własną prośbę (1979)
- Operacja Himmler (1979)
- Zamach stanu (1980)
- Polonia Restituta (1980)
- Klejnot wolnego sumienia (1981)
- Karabiny (1981)
- Wilczyca (1983)
- Soból i panna (1983)
- Nie było słońca tej wiosny (1983)

## Seriale[1]
- 07 zgłoś się (1976-1987)
- Polskie drogi (1976)
- W słońcu i deszczu (1979)
- Sherlock Holmes i Doktor Watson (1979)
- Przyjaciele (1979)
- Dom
- Polonia Restituta (1982)
- Zamach stanu (1985)